# Oxalis corniculata
Oxalis corniculata, la acedera, también llamada acederita o chulco. Es una planta herbácea de apariencia delicada, de bajo crecimiento, de la familia Oxalidaceae.

## Descripción
Tiene un tallo estrecho y rastrero que se arraiga fácilmente en los nodos. Las hojas trifoliadas se subdividen en tres folíolos redondeados y se asemejan a un trébol en forma. Algunas variedades tienen hojas verdes, mientras que otras, como Oxalis corniculata var. atropurpurea, tiene hojas púrpura. Las hojas tienen estípulas discretas en la base de cada pecíolo.
El fruto es una cápsula estrecha y cilíndrica, de 1–2 cm de largo, y destaca por su descarga explosiva de las semillas contenidas, 1 mm de largo. El polen tiene aproximadamente 34 micras de diámetro.

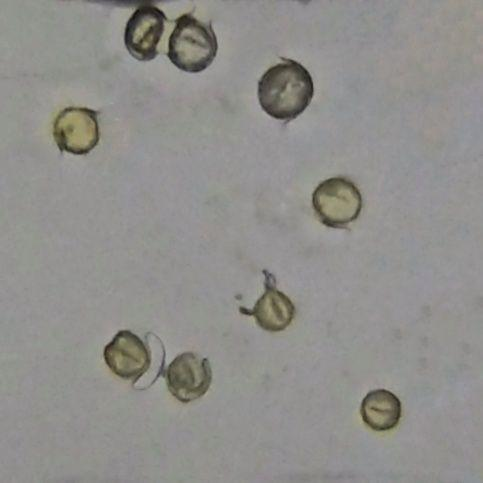
Polen de Oxalis corniculata

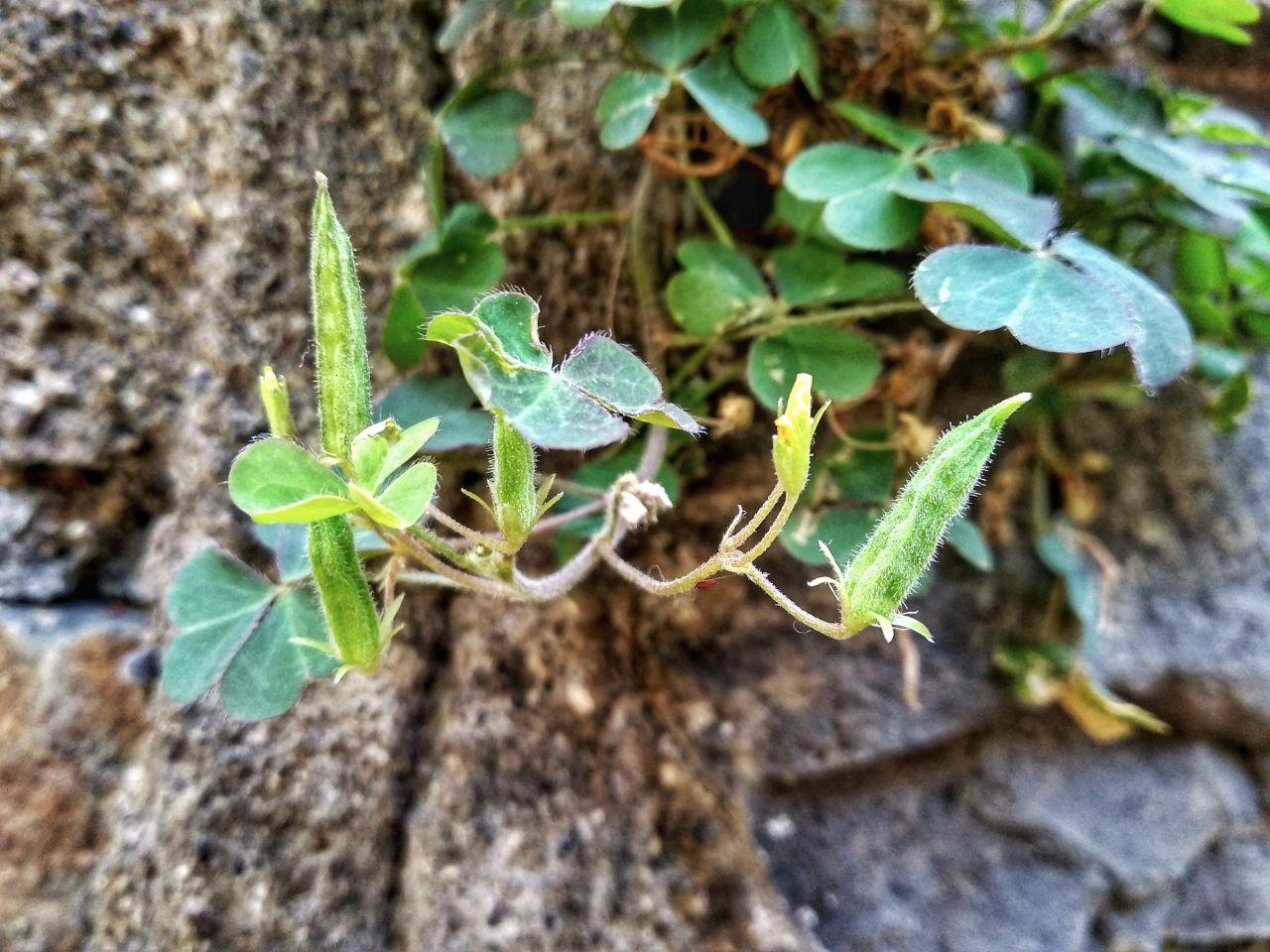
Fruto de Oxalis corniculata

## Distribución
Esta especie probablemente sea del sudeste asiático. Fue descrita por primera vez por Linneo en 1753 utilizando ejemplos específicos de Italia, y parece haber sido introducida en Italia desde el este antes de 1500. Ahora es cosmopolita en su distribución y se considera una maleza en jardines, campos agrícolas, y céspedes.

## Usos
Las hojas son comestibles, con un sabor a limón picante. Se puede hacer una bebida infundiendo las hojas en agua caliente durante unos 10 minutos, endulzando y luego enfriando. Toda la planta es rica en vitamina C. Cualquier acedera es segura en bajas dosis, pero si se consume en grandes cantidades durante un período prolongado puede inhibir la absorción de calcio por parte del cuerpo.